# 平井武史
平井 武史（ひらい たけし、1971年3月5日 - ）は、日本のゲームクリエイター。兵庫県神戸市出身。

## 略歴
株式会社アイレム（現アイレムソフトウェアエンジニアリング株式会社）を経て、株式会社セガ・エンタープライゼスに入社。『シェンムー』にメインプログラマーとして参加。セガの開発分社化により株式会社ユナイテッド・ゲーム・アーティスツ入社、テクニカルディレクターに就任。2003年、キューエンタテインメント株式会社設立に際し、CTOに就任。2010年、ネイロ株式会社設立。

## 作品
- 『メジャータイトル』（ボール3Dドライブプログラム）
- 『がんばれ大工の源さん』（メインプログラム）
- 『シェンムー』（メインプログラム）
- 『シェンムーII』（メインシステムアドバイザー）
- 『スペースチャンネル5パート2』（テクニカルディレクター）
- 『メテオス』（ディレクター、プログラムディレクター）
- 『メテオスオンライン』（プロデュース、ディレクター）